# Arco de Santa Clara

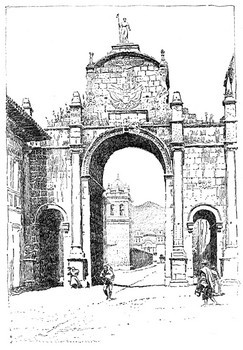
Grabado del Arco de Santa Clara en 1863

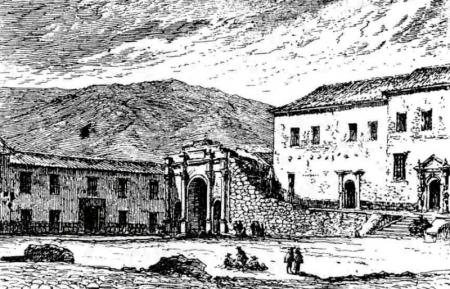
Grabado del Arco de Santa Clara (1880) de Charles Winer

El Arco de Santa Clara es un arco de triunfo construido en uno de los vértices de la Plaza San Francisco en el centro histórico de la ciudad del Cusco, Perú. Es un monumento considerado como el arco de triunfo más hermoso del Perú.

## Historia
Su construcción se realizó en el año 1835 y fue ordenada por el general Andrés de Santa Cruz en conmemoración del inicio del establecimiento de la Confederación Perú-Boliviana. Se ubica en el vértice sur de la Plaza San Francisco atravesando la Calle Santa Clara, denominada así por el convento de las clarisas que se levanta 100 metros calle arriba. Esta ruta, que sigue el trazo de las calles Mantas y Marqués desde la Plaza de Armas del Cusco constituye el antiguo camino inca rumbo al Contisuyo. En el momento de su construcción lindaba con los terrenos que pertenecían a la Orden Franciscana y en los que, actualmente, se levanta el Colegio Ciencias fundado en 1825 por Simón Bolívar.
Desde 1972 el arco forma parte de la Zona Monumental del Cusco declarada como Monumento Histórico del Perú. Asimismo, en 1983 al ser parte del casco histórico de la ciudad del Cusco, forma parte de la zona central declarada por la UNESCO como Patrimonio Cultural de la Humanidad. y en el 2014, al formar parte de la red vial del Tawantinsuyo volvió a ser declarada como patrimonio de la humanidad.

## Arquitectura
El arco consta de un cuerpo con tres vanos que constituyen arcos de medio punto enmarcados por columnas de orden jónico. El remate del arco muestra en el dintel un escudo peruano (atrás del cual se puede apreciar aún el sol que sirvió como escudo del Estado Sud-Peruano dando la impresión que el actual escudo se esculpió sobre este intentando borrarlo) y lleva como remate dos cóndores y una estatua representando la libertad con un gorro frigio en el brazo derecho. Estas esculturas fueron realizadas por el artista cusqueño Ernesto Olazo Allende. Esta estatua fue modificada en 1932 ya que, originalmente, levantaba el gorro frigio con el brazo derecho y tenía el brazo izquierdo hacia abajo. Tras la remodelación se modificó la orientación del brazo izquierdo que fue levantado tal como se puede apreciar hasta la actualidad.

## Placa
Dentro del vano principal se ubica una placa de bronce que fue puesta en 1944 que consta con un escudo del Perú en homenaje a los héroes del "primer movimiento libertario del Perú" liderado por Túpac Amaru II.
>

#### En línea
- Sosa Campana, Jorge (9 de diciembre de 2016). «El arco de Santa Clara». Consultado el 6 de agosto de 2019.
- Orrego Penagos, Juan Luis (3 de noviembre de 2010). «El arco de Santa Clara». Consultado el 6 de agosto de 2019.

- Datos: Q42828678
- Multimedia: Arco de Santa Clara / Q42828678